# Peter Urban
Peter Urban (14 agosto 1934 – 7 aprile 2004) è stato un karateka e maestro di karate statunitense.

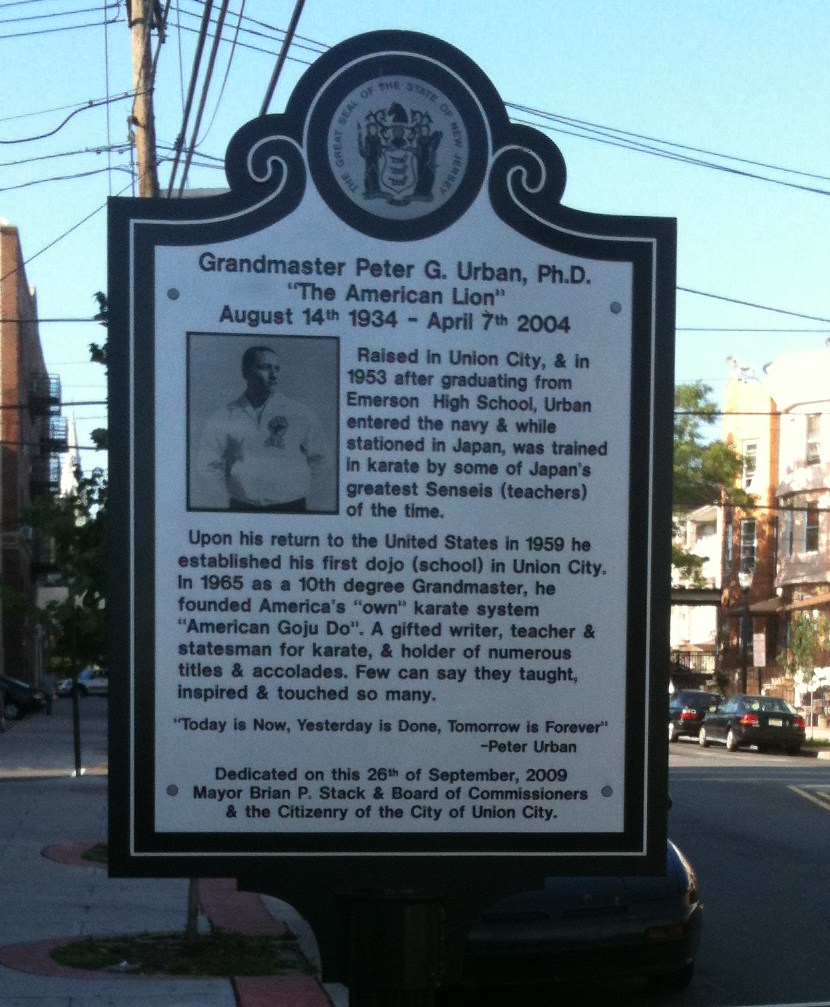
Targa commemorativa dedicata a Peter Urban a Union City

È considerato il padre dello stile di karate conosciuto come Goju-ryu U.S.A. (meglio noto come U.S.A.G.A., cioè Urban Systems of America Goju Association) o anche come American Goju-ryu. Anche se non ricevette mai il permesso da parte di Gōgen Yamaguchi di creare una scuola americana di Goju-ryu, egli lo fece ugualmente.

## Infanzia
Peter George Urban nacque a Jersey City, nel New Jersey, il 14 agosto 1934.  Visse per un breve periodo ad Altoona, in Pennsylvania, successivamente crebbe e fu educato a Union City, New Jersey dove si laureò presso la Emerson High School.

## Ritorno negli USA
Continuò a lavorare con Richard Kim e la Butoku kai ma successivamente continuò a formare la U.S.A. Goju Association (U.S.A.G.A) che è tutt'oggi operativa.